# 퍼스트 맨
《퍼스트 맨》(영어: First Man)은 2018년 개봉한 미국의 전기 드라마 영화이다. 데이미언 셔젤이 감독하고, 조시 싱어가 각본을 썼다. 제임스 R. 한센의 소설 First Man: The Life of Neil A. Armstrong 을 기반으로, 이 영화에는 라이언 고슬링이 닐 암스트롱 역할을, 그 외 조연으로는 클레어 포이, 제이슨 클락, 카일 챈들러, 코리 스톨, 키어런 하인즈, 크리스토퍼 애봇, 패트릭 후짓과 루카스 하스가 출연한다. 1969년 인류 최초로 달에 착륙한 아폴로 11호 탐사를 이야기로 다루고 있다. 스티븐 스필버그가 총괄 프로듀서로서 참여했다.
이 영화는 2018년 8월 29일 제75회 베네치아 국제 영화제 경쟁부문에 진출하여 월드 프리미어로 첫 상영 되었고, 유니버설 픽처스 배급으로 2018년 10월 12일 미국 전역에 개봉되었다.

## 출연

### 주연
- 라이언 고슬링 : 닐 암스트롱 역
- 클레어 포이 : 재닛 샤론(재닛 암스트롱) 역[4]

### 조연
- 제이슨 클락 : 에드워드 히긴스 화이트 역[5]
- 카일 챈들러 : 디크 슬레이튼 역[6]
- 패트릭 후짓 : 엘리엇 시 역[7]
- 코리 스톨 : 버즈 앨드린 역
- 시아란 힌즈 : 진 크란츠 역
- 루카스 하스 : 마이크 콜린스 역
- 크리스토퍼 애봇[8] : 데이브 스캇 역[9]
- 에단 엠브리 : 피트 콘래드 역[10]
- 쉐어 위햄 : 거스 그리썸 역[11]
- 파블로 쉬레이버 : 짐 러벨 역[12]
- 코리 마이클 스미스[13] : 로저 채피 역[14]
- 올리비아 해밀턴 : 패트 화이트 역
- 브래디 스미스 : 버치 버차트 역
- 브라이언 다아시 제임스 : 조셉 A. 워커 역
- J.D. 에버모어 : 크리스토퍼 C. 크래프트 주니어 역[15]
- 숀 에릭 존스
- 필립 보이드 : 리포터 역
- 윌리엄 그레고리 리 : 고든 쿠퍼 역
- 스카일러 비블 : 리처드 F. 고든 주니어 역[16]
- 존 데이비드 훼일런 : 존 글렌 역

## 기타
- 원작자: 제임스 R. 한센
- 공동제작: 제임스 R. 한센
- 믹싱: 존 테일러
- 믹싱: 프랭크 A. 몬타노
- 사운드슈퍼바이저: 밀드레드 라트러우
- 사운드슈퍼바이저: 아이-링 리
- 미술: 나단 크로리
- 세트: 캐시 루카스
- 시각효과: 폴 램버트
- 의상: 메리 조프레즈
- 배역: 프랜신 마이슬러
- IMAX MSM9802 카메라가 사용된 70mm 필름 영화다. 실제로 상영되는 아이맥스 촬영 장면은 영화 절정부 6분 가량의 달 탐사 시퀀스 분량. 영화 전반에 걸쳐 시대적 느낌을 강조하고자 의도적으로 콘트라스트를 높이고 필름 그레인을 섞은 화면이 계속되다가[17], 달 표면을 목격하는 순간부터 프레임이 확장되고 선예도 높은 화면이 보여지기 시작하는 것이 압권이다. 이 영화에서 IMAX의 위력을 느낄 수 있는 장면은 후반부 달 착륙 영상 뿐이다. 영화 전체로 보면 일부분. 그러나 이 영화는 그 일부분을 위해 IMAX로 볼 가치가 충분하다. 국내에서 이 장면을 온전히 감상할 수 있는 곳은 용산 IMAX관 뿐이다.